# سعید نیوندی
سعید نیوندی (زاده ۱۳۰۰ – درگذشته اسفند ۱۳۶۵) کارگردان، فیلم‌نامه‌نویس، بازیگر، فیلم‌بردار و تدوین‌گر اهل ایران بود.

## بازیگر
- خط پایان (فیلم) (۱۳۶۴)
- تاراج (فیلم) (۱۳۶۳)
- سناتور (فیلم) (۱۳۶۲)
- عبور از میدان مین (۱۳۶۲)
- آفتاب نشینها (۱۳۶۰)
- بازرس ویژه (۱۳۶۰)
- در محاصره (۱۳۶۰)
- اعدامی (۱۳۵۹)

## کارگردان
- آشوبگر (۱۳۵۱)
- بابا کرم (۱۳۴۹)
- زندگی دوزخی (۱۳۴۳)
- نیرنگ دختران (۱۳۴۳)
- دختران حوا (۱۳۴۰)
- گرگ صحرا (۱۳۴۰)
- صفرعلی (۱۳۳۹)

## نویسنده
- آشوبگر (۱۳۵۱)
- زندگی دوزخی (۱۳۴۳)
- دختران حوا (۱۳۴۰)

## تهیه‌کننده
- زندگی دوزخی (۱۳۴۳)

## مدیر فیلم‌برداری
- کاکل زری (۱۳۵۱)

## فیلم‌بردار
- خان نایب (۱۳۵۶)
- آشوبگر (۱۳۵۱)
- الکلی (فیلم) (۱۳۵۰)
- بابا کرم (۱۳۴۹)
- شب اعلام (۱۳۴۹)
- رابطه (فیلم ۱۳۴۸) (۱۳۴۸)
- آواره‌های تهران (۱۳۴۷)
- شعله‌های خشم (۱۳۴۷)
- قمارباز (فیلم ۱۳۴۷) (۱۳۴۷)
- فراری (فیلم ۱۳۴۶) (۱۳۴۶)
- هارون و قارون (۱۳۴۶)
- قهرمان دهکده (۱۳۴۵)
- مأمور ۱۱۴ (۱۳۴۵)
- خروس جنگی (فیلم ۱۳۴۴) (۱۳۴۴)
- دهکده طلایی (۱۳۴۳)
- زندگی دوزخی (۱۳۴۳)
- نیرنگ دختران (۱۳۴۳)
- زن‌ها فرشته‌اند (۱۳۴۲)
- دختران حوا (۱۳۴۰)
- گرگ صحرا (۱۳۴۰)
- آفت زندگی یا مرفین (۱۳۳۹)
- صفرعلی (۱۳۳۹)

## تدوین
- خان نایب (۱۳۵۶)
- آشوبگر (۱۳۵۱)
- الکلی (۱۳۵۰)
- هارون و قارون (۱۳۴۶)
- قهرمان دهکده (۱۳۴۵)
- زن‌ها فرشته‌اند (۱۳۴۲)
- آفت زندگی یا مرفین (۱۳۳۹)